# Dno
Dno è una cittadina della Russia europea (Oblast' di Pskov), situata sulla ferrovia tra Pskov e Bologoe, 113 km a est del capoluogo. È il capoluogo del distretto omonimo.
Fondata nel 1897 attorno alla stazione ferroviaria omonima, ottenne lo status di città nel 1925.

## Società

### Evoluzione demografica
Fonte: mojgorod.ru
- 1926: 6.095
- 1937: 11.956
- 1939: 14.701
- 1959: 13.216
- 1970: 12.184
- 1979: 12.106
- 1989: 12.406
- 2002: 10.049
- 2010: 8.800